# 呉如孝
呉 如孝（ご じょこう、Wú Rúxiào、1815年頃 - ?）は、太平天国の指導者の一人。
広東省嘉応州出身。はじめ広州の公行のもとで働いていたが、広西省に商売に赴く。そこで金田蜂起に参加。1853年、鎮江を占領すると羅大綱とともに守備にあたった。1856年、清の江蘇巡撫ジルハンガ（吉爾杭阿）に鎮江を包囲されると、秦日綱の援軍と協力して包囲軍を打ち破り、揚州を攻略して、ジルハンガを戦死させた。その後の1858年、廬州の守備につき、三河の戦いで陳玉成軍を支援して李続賓率いる湘軍を破っている。1860年、前軍主将に昇進。1861年、安慶の救援に赴くが間に合わずに引き返した。帰還後、顧王に封ぜられた。1863年2月、愛王黄崇発とともに長江の北に進軍して、李世忠率いる清軍を破り、浦口に駐屯した。3月には安徽省南部に戻り、襄王劉官芳・輔王楊輔清とともに祁門での作戦にあたった。その後の事績は不明。